# 生鬼昌
生鬼昌，原名鍾兆南，生卒不詳，20至30年代粵劇演員，著名丑生之一。
最擅長演出《涼亭會妻》的生鬼昌與當年的生鬼容、劉海仙、亞日、蛇公旺、亞成、蛇公禮、岳六、過樹容、亞薪、生鬼毛、鬼馬元、蛇仔秋、蛇仔利、水蛇容、水蛇禮、黃種美、李少帆等人同為著名丑生。
在1930年前，生鬼昌在班主温定芳的冠中華班中演出。1930年，才加入以王坤為首的漢壽年班。後來生鬼昌改行，在新加坡開涼茶店「仁心濟」，門口正正掛著《涼亭會妻》的劇照。

## 外部連結
- 清末民初粤剧史话 （页面存档备份，存于）
- 粵劇五個不同行當的“會妻”[永久]
- 粵劇的產生與發展 （页面存档备份，存于）
- 粤剧丑角表演艺术谈（续）[永久]
- 南洋名人集傳 （页面存档备份，存于）